# Andreas Stauff
Andreas Stauff, né le 22 janvier 1987 à Frechen, est un coureur cycliste et directeur sportif allemand.

## Biographie

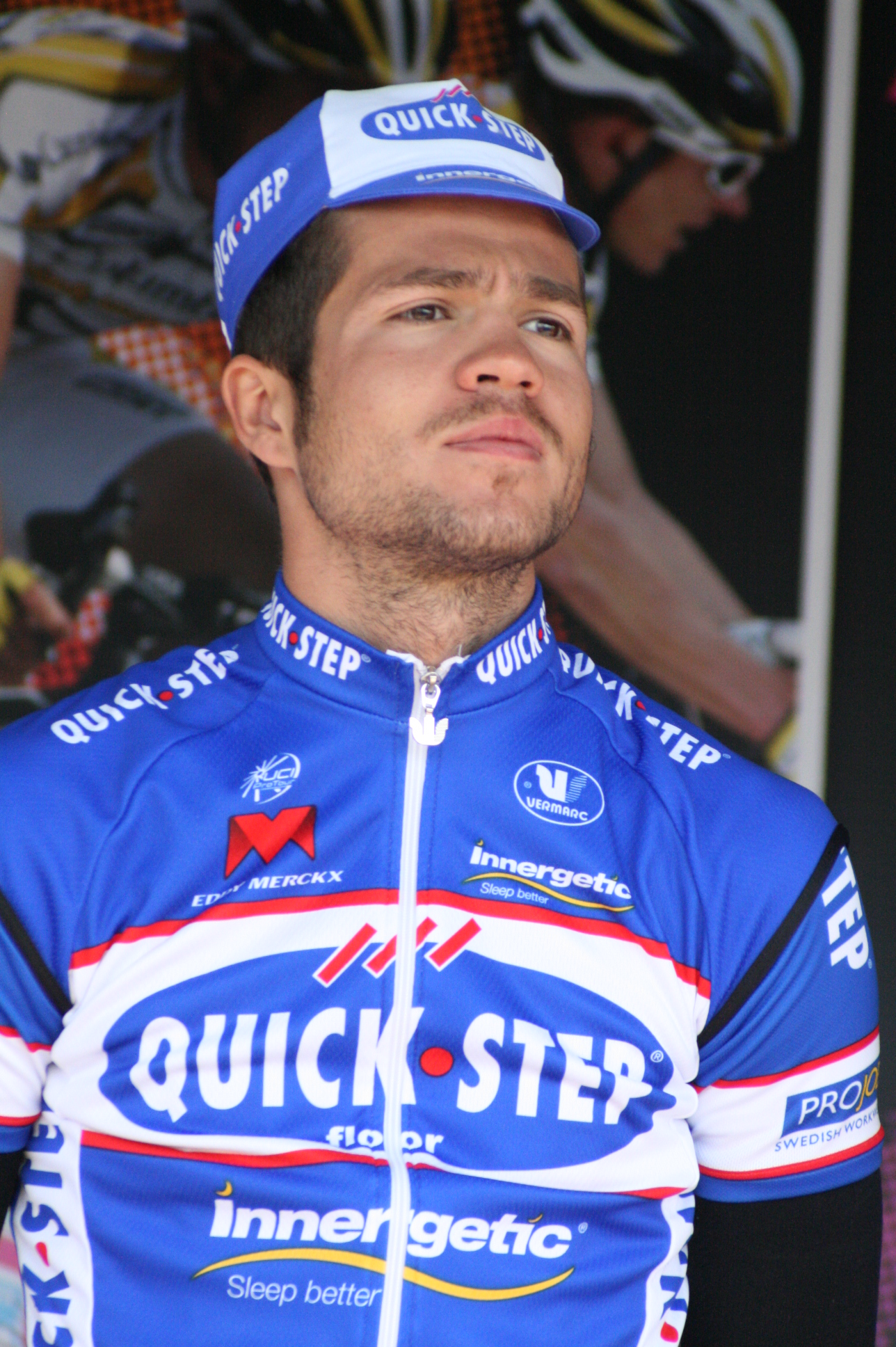
Andreas Stauff lors des Quatre Jours de Dunkerque 2010.

Andreas Stauff naît le 22 janvier 1987 à Frechen en Allemagne de l'Ouest. Sa mère Beate Habetz a été championne du monde sur route en 1978 et son père Werner Stauff, coureur dans les années 1980, a été champion d'Allemagne sur route amateurs en 1986.
Il court pour Akud Rose en 2007, avant d'entrer chez Milram Continental. Début 2009, il court pour le FC Rheinland-Pfalz avant d'entrer en mars dans l'équipe Kuota-Indeland. Il s'engage pour 2010 dans l'équipe belge Quick Step. Il n'est pas renouvelé à l'issue de la saison 2011, il est recruté en 2012 par l'équipe continentale Eddy Merckx-Indeland, puis entre en 2013 dans l'équipe continentale professionnelle sud-africaine MTN-Qhubeka. Il n'est pas conservé par l'équipe à l'issue de la saison 2015 et met un terme à sa carrière de coureur.
En 2019, il devient directeur sportif de l'équipe Lotto-Kern-Haus.

## Palmarès
- 2008[1]
  - 6e étape du Tour de Brandebourg
- 2009
  - 3e et 4e étapes du Tour de Thuringe
  - Tour de l'Avenir :
    - 7e étape
    -  Classement par points

  - 3e du Tour de Bochum
  - 3e de la Coupe Sels
- 2011
  - 3e du Sparkassen Giro Bochum

## Résultats sur les grands tours

### Tour d'Espagne
- 2010 : 145e

## Classements mondiaux
| Année                  | 2007  | 2008 | 2009 | 2010 | 2011 | 2012  | 2013 | 2014 |
| ---------------------- | ----- | ---- | ---- | ---- | ---- | ----- | ---- | ---- |
| Calendrier mondial UCI |       |      |      | 247e |      |       |      |      |
| UCI World Tour         |       |      |      |      | nc   |       |      |      |
| UCI Europe Tour        | 1351e | 455e | 115e |      |      | 1031e | 525e | 402e |